# Craniella globosa
Craniella globosa är en svampdjursart som beskrevs av Thiele 1898. Craniella globosa ingår i släktet Craniella och familjen Tetillidae.
Artens utbredningsområde är havet kring Japan. Utöver nominatformen finns också underarten C. g. anamonaena.